# Elecciones federales de Malasia de 1990
Las octavas elecciones federales de Malasia, novenas desde el establecimiento del Consejo Legislativo Federal, y séptimas desde la unificación del país, tuvieron lugar en los días 20 y 21 de octubre. Se renovaron los 180 escaños del Dewan Rakyat (aumentándose tres escaños con respecto a las anteriores elecciones), y se eligieron a los miembros de las Asambleas Legislativas Estatales de once de los trece estados de Malasia (exceptuando a Sabah y Sarawak). Fueron las últimas de las cuatro elecciones consecutivas que se realizaron cada cuatro años, ya que las siguientes se realizarían cinco años después, al término de la legislatura.
Con el Barisan Nasional experimentando una fuerte lucha interna por la crisis constitucional y judicial de 1988, el oficialismo concurrió a estas elecciones muy desunido y obtuvo el 53% de los votos y 127 escaños, perdiendo 21 con respecto a los anteriores comicios. Debido al sistema de escrutinio mayoritario uninominal defectuoso que rige en Malasia, el BN conservó la mayoría de dos tercios que mantenía desde 1973, pero solo por una diferencia de seis escaños. En el plano opositor, surgieron dos coaliciones informales que obtuvieron buenos resultados: el Movimiento de Unidad Musulmana (APU), una alianza electoral entre el Parti Semangat 46 y el Partido Islámico Panmalayo, obtuvo el 21.78% de los votos y 15 escaños en la legislatura nacional. Gagasan Rakyat (que se traduciría como Concepto o Idea Popular) otra alianza entre el Partido de Acción Democrática y el Partido Unido de Sabah (que además había acordado algunos pactos con Semangat 46 fuera de la coalición), logró 34 escaños con el 21.41% de los sufragios. Sumando los cuatro escaños que obtuvieron candidatos independientes, la oposición logró obtener 53 escaños y el 46.62% del voto popular, la mayor representación opositora hasta ese momento.
En el plano de las elecciones estatales, el APU logró un histórico resultado al arrebatar al Barisan Nasional la gobernación del estado de Kelantan (en manos del oficialismo desde 1978). En dicho estado, el APU no solo obtuvo una victoria aplastante sobre el BN sino que controló todos los escaños de la Asamblea Legislativa, siendo la primera vez en la historia de Malasia que el BN no obtenía representación parlamentaria en algún órgano legislativo local o nacional. Desde estas elecciones hasta la actualidad, el Partido Islámico Panmalayo ha mantenido la gobernación de Kelantan sin interrupciones.

## Antecedentes
En 1987, el partido líder del Barisan Nasional, la Organización Nacional de los Malayos Unidos, celebró elecciones primarias para escoger a su presidente y candidato a primer ministro (que sería, por lo tanto, candidato a primer ministro de la coalición) en las próximas elecciones. Mahathir Mohamad, gobernante del país desde 1981, enfrentó por primera vez a un opositor coherente, Tengku Razaleigh Hamzah, quien estuvo a punto de derrotarlo obteniendo 718 votos de los delegados del partido contra 761 de Mahathir . Las primeras estimaciones mientras se realizaba el recuento de votos indicaban que Razaleigh estaba ganando, y el sopresivo cambio llevó a que sus partidarios denunciaran fraude electoral. Sus demandas llevaron a Mahathir a expulsar de sus cargos a los partidarios de Razaleigh que había en el gabinete, lo cual fue visto como una purga política.
Después de las primarias, doce miembros de la UMNO, que contaban con el apoyo tácito pero no declarado de Razaleigh, presentaron una demanda al Tribunal Supremo, órgano judicial que había empezado a mostrarse cada vez más independiente de los poderes ejecutivo y legislativo, exigiendo la anulación de las primarias, bajo la alegación de que 78 de los delegados que votaron no eran elegibles para votar por no haber sido nominados por organizaciones registradas. El Tribunal dio a la UMNO un plazo de dos semanas para buscar una solución extrajudicial. Esto no se consiguió y once de los doce demandantes anunciaron que buscarían una solución en la Corte.
El "Caso 11 UMNO" fue el último de una larga lista de enfrentamientos entre Mahathir y un Poder Judicial cada vez más independiente, que había ordenado varias veces la liberación de detenidos sin juicio y fallado a favor de enjuiciados políticos, para disgusto del gobierno. La semana siguiente Mahathir, que creía firmemente en la supremacía de los poderes ejecutivo y legislativo, presentó varias enmiendas constitucionales al Parlamento, despojando a los tribunales del "poder judicial de la Federación" y otorgándoles solo los poderes judiciales que el Parlamento podría otorgarles. Al justificar las enmiendas, Mahathir declaró: "...los tribunales han decidido que al hacer cumplir la ley están obligados a hacerlo por sus interpretaciones y no por las razones por las cuales el Parlamento formuló estas leyes... últimamente la judicatura había considerado apropiado tocar asuntos que anteriormente se consideraban únicamente dentro de la jurisdicción del ejecutivo". Tras una serie de enfrentamientos y luego de cuestionar al gobierno en una entrevista con la BBC, Tun Salleh Abas, presidente de la Corte Suprema, fue removido arbitrariamente del cargo el 8 de agosto de 1988, en una movida ejecutada por un Tribunal organizado por el gobierno. Otros jueces que apoyaron a Salleh también fueron destituidos del mismo modo. Las acciones de Mahathir fueron vistas como el fin de la independencia judicial en Malasia y fueron condenadas internacionalmente.
Ante la situación, en 1989 Razaleigh abandonó la UMNO, que fue disuelta y reconstituida como "UMNO Baru", y fundó el Parti Semangat 46 (Partido del Espíritu del 46 o S46) con una plataforma política derechista y conservadora basada en los principios del islam. A principios de 1990, el partido consiguió formar una coalición informal con el Partido Islámico Panmalayo (PAS) y otros partidos musulmanes menores. A esta coalición se la llamó Angkatan Perpaduan Ummah (APU) o Movimiento de Unidad Musulmana. Del mismo modo, la oposición progresista de centroizquierda, liderada por el Partido de Acción Democrática (DAP), estableció la coalición Gagasan Rakyat (GR) o Idea Popular. Ambas organizaciones de oposición cooperaron estrechamente durante las elecciones, evitando atacarse mutuamente y pactando la mayoría de los escaños para evitar peleas de tres bandos que pudieran beneficiar al Barisan Nasional, pero no se declararon apoyo abierto debido a las relaciones sensibles entre el DAP (socioliberal y secular) y el PAS (conservador e islamista).

## Sistema electoral
Todo ciudadano que haya alcanzado la edad de veintiún años y que esté en la "fecha de calificación" (fecha por referencia a la cual se preparan o revisan las listas electorales) residente en un distrito electoral o, si no es así, se clasifica como "votante ausente" (uno que está registrado como un votante ausente con respecto a ese distrito electoral) tiene derecho a votar en ese distrito electoral en cualquier elección del Dewan Rakyat. Una persona está descalificada para ser elector si en la fecha de calificación está detenido como una persona con problemas de juicio, está en quiebra sin cargos, está cumpliendo una condena de prisión, o sigue siendo responsable, en virtud de una condena en cualquier parte de la Mancomunidad de Naciones, a una sentencia de muerte o encarcelamiento por un término superior a doce meses.
Los registros electorales se elaboran a nivel de distrito electoral y se revisan anualmente. El voto no es obligatorio. El voto postal está permitido para los votantes ausentes, los miembros de la fuerza policial, los responsables de ciertos deberes en la jornada electoral y los miembros de la Comisión Electoral misma. Todo ciudadano residente en la Federación está calificado para ser miembro del Dewan Rakyat si no tiene menos de 21 años y del Dewan Negara si tiene al menos treinta años.
Una persona está inhabilitada para ser miembro de cualquiera de las dos Cámaras del Parlamento si debe lealtad a cualquier país que no pertenezca a la Federación, haya sido declarado mentalmente insano, haya quedado en quiebra sin cargos, o haya sido condenado y sentenciado a una pena de no menos de un año o una multa de no menos de $2,000. Personas que tienen un "oficio público pago" (un trabajo de tiempo completo en cualquiera de los servicios públicos, como el cargo de cualquier juez del Tribunal Federal o de un Tribunal Superior, de procurador general o de un miembro de la Comisión Electoral), por su parte, no pueden ser simultáneamente miembros del Parlamento.
Cada candidato al Parlamento, que no necesita necesariamente ser miembro de un partido político: debe contar con el apoyo de seis electores registrados de su circunscripción. Un candidato al Dewan Rakyat debe hacer un depósito monetario de 1,000 Ringgit, que se reembolsan si el candidato recibe más de un octavo de los votos de la circunscripción disputada. Un candidato al Parlamento debe presentar una devolución de los gastos de campaña dentro del tiempo y el modo requeridos por la ley. Los gastos máximos permitidos son de 20,000 Ringgit.
Los diputados son elegidos en 180 distritos electorales de un solo miembro por mayoría simple de votos para un mandato de cinco años. Las elecciones parciales se llevan a cabo, o se realizan nombramientos, dentro de los 60 días (90 días en los estados de Sabah y Sarawak) para llenar los escaños parlamentarios que quedaran vacantes en las elecciones generales. Los escaños de los diputados que quedan vacantes dentro de los seis meses posteriores a la disolución programada del Parlamento no se cubren.

## Campaña
La campaña se realizó en diez días entre el 9 y el 19 de octubre. Al igual que en todas las elecciones desde 1969, no se permitieron las manifestaciones políticas a gran escala debido a los disturbios ocurridos en aquel año. Viendo su caudal de votos minado por la retórica extremista utilizada en las anteriores elecciones, el PAS, bajo el liderazgo de Fadzil Noor modernizó completamente su plataforma electoral, centrándose por primera vez en asuntos económicos y sociales. Además, con respecto a las candidaturas, presentó a varios profesionales urbanos que representaban la llegada de nuevas caras al público, fuera de los clérigos musulmanes acostumbrados. Su atractivo programa y la administración deficiente del Barisan Nasional en el estado de Kelantan, siendo históricamente una de las gobernaciones con el PIB per cápita más bajo, ayudaron a incrementar notoriamente el caudal de votos de la coalición islamista.
Esta campaña, sin embargo, no destacó por un gran debate sobre verdaderas cuestiones políticas y se polarizó totalmente entre los dos líderes partidistas, Razaleigh y Mohamad. Razaleigh, que había sido Ministro de Finanzas de 1976 a 1984 y era considerado el Padre de la Economía Malaya, afirmó que el gobierno del Barisan Nasional se había vuelto dictatorial después de tantas décadas en el poder y acusó a Mohamad de mala administración económica. Esto, sin embargo, no era del todo cierto ya que la economía malaya se encontraba en un muy buen momento, con un crecimiento continuo y una gran inversión extranjera. El oficialismo, por su parte, subrayó durante su campaña que había extendido los beneficios del desarrollo económico a las personas; su lema durante los comicios era "paz, estabilidad y prosperidad".

## Resultados

### Dewan Rakyat
|  | 30.40 % |

|  | 39.44 % |

|  | 12.12 % |

|  | 10.00 % |

|  | 2.41 % |

|  | 2.78 % |

|  | 2.05 % |

|  | 3.33 % |

|  | 1.84 % |

|  | 2.22 % |

|  | 1.81 % |

|  | 5.56 % |

|  | 0.86 % |

|  | 3.33 % |

|  | 0.64 % |

|  | 1.67 % |

|  | 0.40 % |

|  | 2.22 % |

|  | 53.38 % |

|  | 70.56 % |

|  | 14.77 % |

|  | 4.44 % |

|  | 7.01 % |

|  | 3.89 % |

|  | 21.78 % |

|  | 8.33 % |

|  | 17.61 % |

|  | 11.11 % |

|  | 2.29 % |

|  | 7.78 % |

|  | 1.01 % |

|  | 0.00 % |

|  | 0.49 % |

|  | 0.00 % |

|  | 21.41 % |

|  | 18.89 % |

|  | 0.23 % |

|  | 0.00 % |

|  | 0.01 % |

|  | 0.00 % |

|  | 3.19 % |

|  | 2.22 % |

|  | 97.24 % |

|  | 2.76 % |

|  | 100.00 % |

|  | 100.00 % |

|  | 28.70 % |

|  | 72.30 % |

|  | 89.57 % |

|  | 48.77 % |

### Resultado por estado
|  | 65.45 % |

|  | 76.21 % |

|  | 34.55 % |

|  | 62.32 % |

|  | 75.67 % |

|  | 36.46 % |

|  | 1.11 % |

|  | 0.11 % |

|  | 66.67 % |

|  | 78.45 % |

|  | 32.73 % |

|  | 0.60 % |

|  | 54.14 % |

|  | 82.44 % |

|  | 45.64 % |

|  | 0.22 % |

|  | 51.00 % |

|  | 73.75 % |

|  | 43.86 % |

|  | 5.13 % |

|  | 56.17 % |

|  | 69.78 % |

|  | 26.70 % |

|  | 16.76 % |

|  | 0.37 % |

|  | 63.04 % |

|  | 73.83 % |

|  | 29.83 % |

|  | 7.13 % |

|  | 58.29 % |

|  | 80.11 % |

|  | 22.27 % |

|  | 19.44 % |

|  | 46.84 % |

|  | 68.28 % |

|  | 43.11 % |

|  | 9.37 % |

|  | 0.68 % |

|  | 60.25 % |

|  | 79.92 % |

|  | 23.18 % |

|  | 16.57 % |

|  | 60.55 % |

|  | 77.29 % |

|  | 22.33 % |

|  | 17.12 % |

|  | 61.49 % |

|  | 74.15 % |

|  | 20.49 % |

|  | 17.63 % |

|  | 0.39 % |

|  | 59.69 % |

|  | 73.90 % |

|  | 29.87 % |

|  | 10.45 % |

|  | 50.69 % |

|  | 60.32 % |

|  | 18.54 % |

|  | 0.14 % |

|  | 4.09 % |

|  | 26.54 % |

|  | 57.09 % |

|  | 67.85 % |

|  | 24.95 % |

|  | 17.92 % |

### Asambleas Legislativas Estatales
| Estado          | Barisan Nasional | Barisan Nasional | Barisan Nasional | Barisan Nasional | Angkatan Perpaduan Ummah | Angkatan Perpaduan Ummah | Angkatan Perpaduan Ummah | Angkatan Perpaduan Ummah | Gagasan Rakyat | Gagasan Rakyat | Gagasan Rakyat | Gagasan Rakyat | Independientes y otros | Independientes y otros | Independientes y otros | Independientes y otros | Gobernador electo       | Partido | Partido      |
| Estado          | Votos            | %                | Escaños          | ±                | Votos                    | %                        | Escaños                  | ±                        | Votos          | %              | Escaños        | ±              | Votos                  | %                      | Escaños                | ±                      | Gobernador electo       | Partido | Partido      |
| --------------- | ---------------- | ---------------- | ---------------- | ---------------- | ------------------------ | ------------------------ | ------------------------ | ------------------------ | -------------- | -------------- | -------------- | -------------- | ---------------------- | ---------------------- | ---------------------- | ---------------------- | ----------------------- | ------- | ------------ |
| Perlis          | 47.263           | 64.84%           | 14               | Sin cambios      | 23.690                   | 32.50%                   | 0                        | Sin cambios              |                |                |                |                | 1.938                  | 2.66%                  | 0                      | Sin cambios            | Abdul Hamid Pawanteh    |         | UMNO (BN)    |
| Kedah           | 293.670          | 58.48%           | 26               | 1                | 187.354                  | 37.31%                   | 1                        | 2                        | 15.575         | 3.10%          | 1              | 1              | 5.590                  | 1.11%                  | 0                      | Sin cambios            | Osman Aroff             |         | UMNO (BN)    |
| Kelantan        | 151.159          | 36.93%           | 0                | 29               | 255.408                  | 62.41%                   | 39                       | 29                       |                |                |                |                | 2.684                  | 0.66%                  | 0                      | Sin cambios            | Nik Abdul Aziz          |         | PAS (APU)    |
| Terengganu      | 141.070          | 54.18%           | 22               | 8                | 117.412                  | 45.09%                   | 10                       | 8                        | 1.519          | 0.58%          | 0              | Sin cambios    | 374                    | 0.14%                  | 0                      | Sin cambios            | Wan Mokhtar Ahmad       |         | UMNO (BN)    |
| Penang          | 223.380          | 53.96%           | 19               | 3                | 35.013                   | 8.46%                    | 0                        | Sin cambios              | 154.591        | 37.34%         | 14             | 4              | 996                    | 0.24%                  | 0                      | Sin cambios            | Koh Tsu Koon            |         | Gerakan (BN) |
| Perak           | 387.801          | 56.27%           | 33               | Sin cambios      | 135.468                  | 19.66%                   | 0                        | Sin cambios              | 161.274        | 23.40%         | 13             | Sin cambios    | 4.594                  | 0.67%                  | 0                      | Sin cambios            | Ramli Ngah Talib        |         | UMNO (BN)    |
| Pahang          | 198.372          | 61.70%           | 31               | 1                | 83.646                   | 26.02%                   | 1                        | 1                        | 36.491         | 11.35%         | 1              | Sin cambios    | 3.020                  | 0.93%                  | 0                      | Sin cambios            | Abdul Rahim Abu Bakar   |         | UMNO (BN)    |
| Selangor        | 388.320          | 60.22%           | 35               | 2                | 143.710                  | 22.29%                   | 1                        | 1                        | 111.640        | 17.31%         | 6              | 1              | 1.187                  | 0.18%                  | 0                      | Sin cambios            | Muhammad Muhammad Taib  |         | UMNO (BN)    |
| Negeri Sembilan | 155.275          | 61.50%           | 24               | Sin cambios      | 41.348                   | 16.38%                   | 0                        | Sin cambios              | 55.058         | 21.81%         | 4              | Sin cambios    | 794                    | 0.31%                  | 0                      | Sin cambios            | Mohd Isa Abdul Samad    |         | UMNO (BN)    |
| Malacca         | 118.393          | 61.60%           | 17               | Sin cambios      | 34.468                   | 17.93%                   | 0                        | Sin cambios              | 37.605         | 19.57%         | 3              | Sin cambios    | 1.739                  | 0.90%                  | 0                      | Sin cambios            | Abdul Rahim Thamby Chik |         | UMNO (BN)    |
| Johor           | 423.123          | 61.51%           | 32               | 3                | 149.931                  | 21.80%                   | 1                        | 1                        | 114.543        | 16.65%         | 3              | 2              | 252                    | 0.04%                  | 0                      | Sin cambios            | Muhyiddin Yassin        |         | UMNO (BN)    |
| Sabah           | 159.063          | 43.38%           | 14               | Sin cambios      |                          |                          |                          |                          | 203.587        | 55.52%         | 34             | Sin cambios    | 4.006                  | 1.10%                  | 0                      | 2                      | Joseph Pairin Kitingan  |         | PBS (GR)     |
| Total           | 2.686.889        | 55.82%           | 267              | 45               | 1.207.448                | 25.09%                   | 52                       | 8                        | 891.883        | 18.53%         | 81             | 10             | 27.174                 | 0.56%                  | 0                      | 2                      |                         |         |              |